# Джессіка М. Томпсон
Джессіка М. Томпсон — австралійська сценаристка, режисерка, редакторка і продюсерка, яка проживає в Лос-Анджелесі. Засновниця колективу візуальних оповідачів Stedfast Productions.

## Життєпис
Виросла у західному передмісті Сіднея, Австралія, і має часткове мальтійське походження. Навчалася в Сіднейській театральній компанії та в Технологічному університеті Сіднея, де здобула ступінь бакалавра медіамистецтва та виробництва.
У 2010 році Томпсон переїхала із Сіднея, Австралія, до Брукліна, Нью-Йорк. Вона жила в районі Вільямсбург більше восьми років, перш ніж переїхала до Лос-Анджелесу, Каліфорнія.

## Кар'єра
Томпсон працювала кіноредакторкою у Сіднеї, а потім переїхала до Нью-Йорка в 2010 році, де заснувала Stedfast Productions. Вона зрежисерувала документальний фільм Шеріл Фурджанік «Назад на борт», прем'єра якого відбулася на HBO у серпні 2015 року і була номінована на премію «Еммі» у 2016 році. Томпсон також працювала кіноредакторкою разом з режисерами Ліз Гарбус та Едет Белзберг.
Томпсон дебютувала як сценаристка і режисерка у фільмі «Світло місяця» (2017) із Стефані Беатріс, Майклом Сталь-Девідом та Конрадом Рікаморою у головних ролях. Його прем'єра відбулася на кінофестивалі «На південь через південний захід» (SXSW) у березні 2017 року, де він отримав приз глядацьких симпатій за найкращий повнометражний повнометражний фільм. Критика назвала фільм «страшно ефективним» (Variety), «чесним і складним» (The Hollywood Reporter), а Film Inquiry [Архівовано 26 січня 2022 у Wayback Machine.] заявили, що «для будь-якого режисера це був би неперевершений тріумф, але для першої роботи режисера це сенсація». У листопаді–грудні 2017 року «Світло Місяця» отримав обмежений театральний реліз у Північній Америці Фільм має 97 % балів на агрегаторі оглядів Rotten Tomatoes.
Томпсон стала головною режисеркою десятисерійного австралійського телесеріалу «Кінець» (2020) від каналу Showtime із Гаррієт Волтер і Френсіс О'Коннору головних ролях за продюсерства лауреатів премії «Оскар» кінокомпанії See-Saw Films.
У 2021 році Томпсон зняла свій другий повнометражний фільм «Наречена», трилер-горор від Sony Picture з Наталі Еммануель у головній ролі, за сценарієм Томпсон та Блер Батлер. У світовий кінопрокат він вийшов 26 серпня 2022 року.

## Фільмографія

### Фільми
| Рік      | Назва                                                                      | Роль                                             | Примітки                      |
| -------- | -------------------------------------------------------------------------- | ------------------------------------------------ | ----------------------------- |
| 2008 рік | Hike                                                                       | Сценаристка / режисерка / продюсерка /редакторка | Короткометражний фільм        |
| 2008 рік | Percepio                                                                   | Сценаристка / режисерка                          | Короткометражний фільм        |
| 2012 рік | Three                                                                      | Сценаристка / режисерка / продюсерка /редакторка | Короткометражний фільм        |
| 2012 рік | 419                                                                        | Асоційована продюсерка                           | Художній оповідальний фільм   |
| 2012 рік | З любов'ю, Мерилін                                                         | Заступниця редактора / менеджера з виробництва   | Художній документальний фільм |
| 2013 рік | Через ставок                                                               | Сценаристка / режисерка / продюсерка /редакторка | Короткометражний фільм        |
| 2013 рік | The Abominable Crime                                                       | Додаткова редакторка                             | Художній документальний фільм |
| 2014 рік | Спостерігачі неба                                                          | Додаткова редакторка                             | Художній документальний фільм |
| 2014 рік | Back on Board: Greg Louganis [Архівовано 27 січня 2022 у Wayback Machine.] | Редакторка                                       | Художній документальний фільм |
| 2017 рік | Світло місяця                                                              | Сценаристка / режисерка / продюсерка /редакторка | Художній оповідальний фільм   |
| 2020 рік | Кінець                                                                     | Провідна режисерка                               | Телевізійний серіал           |
| 2022 рік | Наречена                                                                   | Авторка / режисерка                              | Художній оповідальний фільм   |